# 황금망토나무타기캥거루
황금망토나무타기캥거루(Dendrolagus pulcherrimus)는 캥거루과에 속하는 나무타기캥거루 유대류의 일종이다. 뉴기니섬 북부의 산지의 토착종이다. 밤색을 띠는 갈색의 짧은 털을 갖고 있으며, 배 쪽으로는 연한 색을 띠고, 누르스름한 목과 뺨 그리고 발을 갖고 있다. 두 줄의 황금색 줄무늬가 등 쪽으로 이어진다. 꼬리는 길고 연한 고리 모양을 갖고 있다. 겉모습은 근연종인 굿펠로우나무타기캥거루를 닮았다. 황금망토나무타기캥거루는 얼굴이 핑크색이거나 더 연한 색을 띠고 황금빛 어깨와 흰 귀 그리고 체구가 좀더 작은 편으로 굿펠로우나무타기캥거루와 차이가 있다. 일부 저자는 황금망토나무타기캥거루를 굿펠로우나무타기캥거루의 아종으로 간주한다. 2005년 맥컬러스(Ruby McCullers)가 처음 발견했고, 2006년 오스트레일리아 자연학 교수 팀 플래너리(Tim Flannery)가 처음 기술했다. 토리첼리 산맥뿐만 아니라 인도네시아 파푸아의 포자 산맥 근처에서도 발견된다. 황금망토나무카기캥거루 개체군이 2005년 12월 탐사를 통해 발견되어 보고되었지만, 이전에 이미 이 산악 지역에 분포하는 것으로 알려져 있었다. 황금망토나무타기캥거루는 모두 나무타기캥거루 중에서 가장 멸종 위험이 높은 종으로 간주되고 있다. 원래 서식하던 대부분의 분포 지역에서 멸종된 상태이다. 국제 자연 보전 연맹(IUCN)은 굿펠로우나무타기캥거루의 아종으로 간주하기 때문에 보전 등급을 매기지 않고 있다.